# Amr Mostafa
Amr Mostafa (en arabe : عمرو مصطفى), né le 31 décembre 1979 à Alexandrie) est un chanteur et compositeur égyptien. Il a commencé sa carrière depuis 1991 avec Amr Diab.
Son opposition aux manifestants de la révolution de 2011 lui vaut d’être victime d’une chasse aux sorcières au printemps 2011.